# Quercus crassifolia
Quercus crassifolia — вид рослин з родини букових (Fagaceae); поширений у Мексиці й Гватемалі.

## Опис

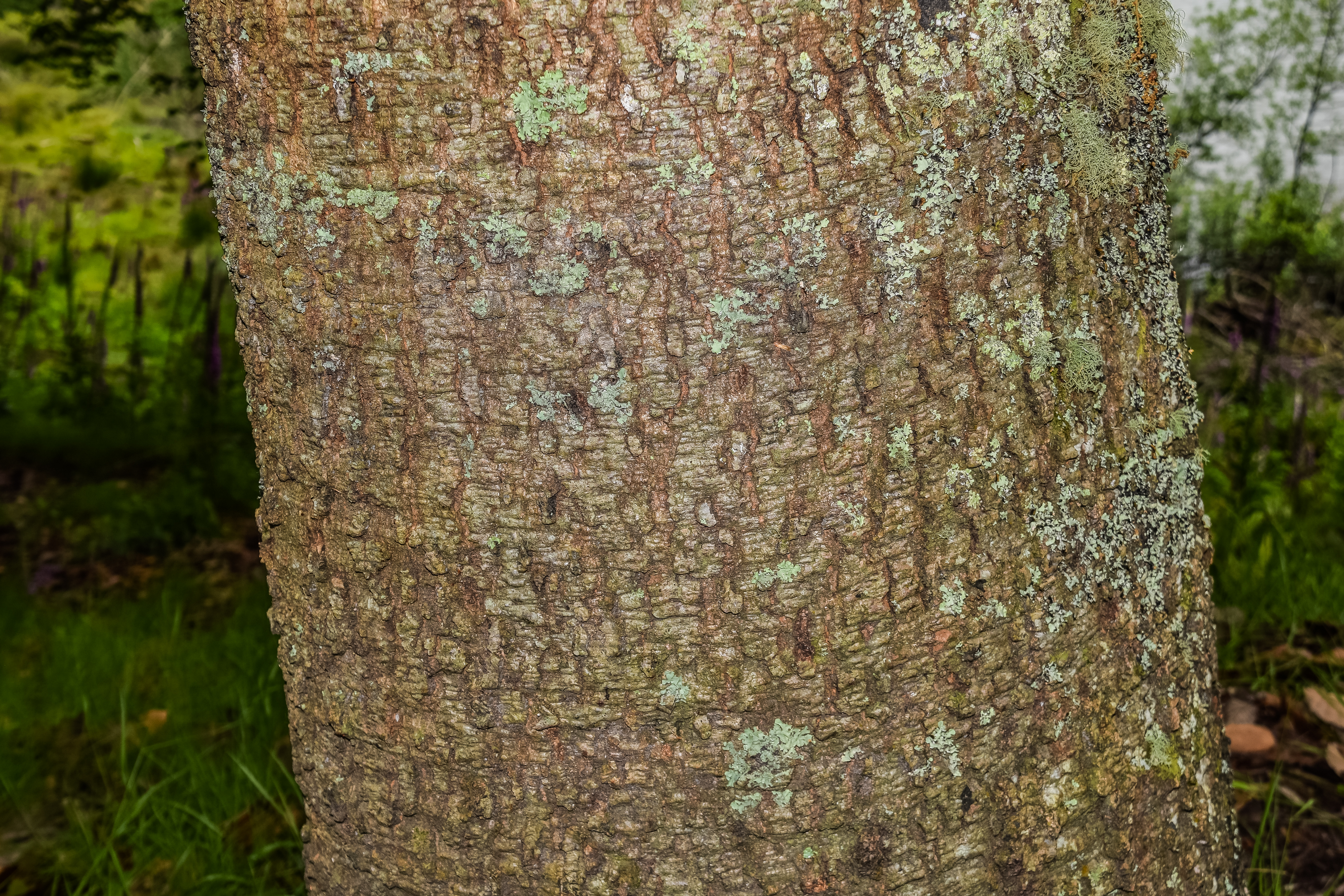
стовбур

Це середніх і великих розмірів пізньолистопадне дерево до 30 м заввишки; часто дерево до 10 м заввишки; часто невеликий кущ 2–3 м. Стовбур до 0,5 м у діаметрі. Кора розщеплена на квадратні пластини, темно-сіро-коричнева. Гілочки темно-коричневі, стають голими, з численними сочевицями. Листки зворотно-яйцюваті або зворотно-ланцетні, товсті, жорсткі, зморшкуваті зверху, 5–9 × 3–5 см; основа округла, усічена або субсерцеподібна; верхівка округла або тупа, з щетинистим кінчиком; край вигнутий і хвилястий, з 3–5 парами гострих зубів з щетинистими кінчиками; верх жовтувато-зелений, блискучий, шорсткий і голий, крім трихомів уздовж середньої жилки; низ стійко жовтувато, помаранчево або світло-коричнево вовнистий; ніжка 0,6–1,2 см, вовниста. Тичинкові сережки вовнисті, довжиною не менше 10 см, 30–40-квіткові; маточкові суцвіття 1–3-квіткові. Жолуді дворічні, поодинокі або в парі, майже сидячі або на ніжці 3–15 мм; горіх яйцюватий, 1–1,2 см, голий, світло-кавовий; чашечка вкриває 1/3 горіха, з тонкими, запушеними, верхівково закругленими лусочками.
Період цвітіння: квітень — травень. Період плодоношення: жовтень.

## Поширення й екологія
Поширений у гористих регіонах Гватемали й Мексики.
Зростає у субвологому кліматі: гірські хмарні ліси, а також дубові, сосново-дубові та хвойні ліси на помірно сухих схилах. Росте на висотах 600–3000 м. Він може заселяти різні ґрунти, часто росте на вулканічних ґрунтах від низького до нейтрального рН.

## Використання
Цей дуб заготовляють на дрова та для виготовлення деревного вугілля, а його кору можна використовувати в лікувальних цілях.

## Загрози
Q. crassifolia стикається із загрозами очищення земель для сільського господарства, скотарства та розвитку міст, що призвело до швидкого вирубування лісів та фрагментації середовища проживання по всій Мексиці.